# Kate Moss
Katherine "Kate" Ann Moss (født 16. januar 1974) er en engelsk model. Hun har været på over 300 forsider. Hun er kendt for sin lidt kantede og spinkle figur, lave højde af en professionel model og sin optræden igennem mange reklamer. Hun er også berygtet for sine meget mediefokuserede kærlighedsforhold og festmåder. I 2007 kom hun på 2. pladsen på bladet Forbes liste over 15 rigeste supermodeller, da hun skulle have tjent $9 mio. på et år.